# Kees van Buuren
Kees van Buuren (* 27. Juli 1986 in Lopik) ist ein niederländischer Fußballspieler. Seit Sommer 2009 steht der Verteidiger beim niederländischen Zweitligisten FC Den Bosch unter Vertrag.

## Karriere

### Verein
Im Sommer 2005 stieß van Buuren in den Profikader des FC Utrecht. In dieser Saison machte er dann schließlich auch sein Debüt in der Eredivisie. Insgesamt kam der Abwehrspieler in seinem ersten Profijahr auf vier Einsätze. Im Folgejahr kam er sogar neun Mal zu Ligaspielen. In den Spielzeiten 2007/08 und 2008/09 wurde van Buuren wieder weniger eingesetzt, so dass es ihn im Sommer 2009 in die Eerste Divisie zum FC Den Bosch zog. Dort erhielt er einen Ein-Jahres-Vertrag.

### Nationalmannschaft
Im Februar 2007 berief ihn der damalige Trainer Foppe de Haan erstmals in die Auswahl der Jong Oranje. Kurz darauf, am 6. Februar 2007, gab van Buuren sein Debüt beim 3:0-Sieg gegen die russische Mannschaft. Es blieb sein einziger Auftritt im Dress des Juniorenteams.